# Істон (Коннектикут)
Істон (англ. Easton) — місто (англ. town) в США, в окрузі Ферфілд штату Коннектикут. Населення — 7605 осіб (2020).

## Демографія
Згідно з переписом 2010 року, у місті мешкало 7490 осіб у 2577 домогосподарствах у складі 2105 родин. Було 2715 помешкань
Расовий склад населення:
| - 94,1 % — білих - 3,2 % — азіатів - 0,7 % — чорних або афроамериканців - 0,1 % — корінних американців |

До двох чи більше рас належало 1,2 %. Частка іспаномовних становила 2,9 % від усіх жителів.
За віковим діапазоном населення розподілялося таким чином: 28,4 % — особи молодші 18 років, 56,5 % — особи у віці 18—64 років, 15,1 % — особи у віці 65 років та старші. Медіана віку мешканця становила 45,1 року. На 100 осіб жіночої статі у місті припадало 98,4 чоловіків;  на 100 жінок у віці від 18 років та старших — 94,1 чоловіків також старших 18 років.
Середній дохід на одне домашнє господарство  становив 180 905 доларів США (медіана — 136 786), а середній дохід на одну сім'ю — 201 721 долар (медіана — 159 044). Медіана доходів становила 115 500 доларів для чоловіків та 96 250 доларів для жінок. За межею бідності перебувало 4,3 % осіб, у тому числі 5,4 % дітей у віці до 18 років та 2,0 % осіб у віці 65 років та старших.
Цивільне працевлаштоване населення становило 3650 осіб. Основні галузі зайнятості: науковці, спеціалісти, менеджери — 19,6 %, освіта, охорона здоров'я та соціальна допомога — 18,7 %, виробництво — 11,1 %, фінанси, страхування та нерухомість — 10,3 %.